# Alexander Kazantsev
Alexander Petrovitch Kazantsev (tiếng Nga: Алекса́ндр Петро́вич Каза́нцев; ngày 2 tháng 9 năm 1906 – ngày 13 tháng 9 năm 2002) là một nhà văn khoa học viễn tưởng, nhà nghiên cứu UFO và nhà soạn cờ vua nổi tiếng của Liên Xô.

## Tiểu sử
Chào đời tại Akmolinsk, Đế quốc Nga (nay là Nur-Sultan ở Kazakhstan). Ông tốt nghiệp Đại học Bách khoa Tomsk, và làm việc tại Viện Nghiên cứu Cơ điện của Liên Xô. Kazantsev là thành viên của phái đoàn Liên Xô tại Hội chợ Thế giới New York 1939. Khi Đức xâm chiếm Liên Xô vào năm 1941, Kazantsev gia nhập quân đội. Ông rời quân ngũ vào năm 1945 với cấp bậc đại tá, và được trao một số huân huy chương, bao gồm Huân chương Chiến tranh Vệ quốc và Huân chương Sao đỏ. Từ đó trở đi, Kazantsev định cư ở "làng văn học" Peredelkino và tập trung vào các tác phẩm của mình.

## Sáng tác
Kazantsev là một người say mê những điều chưa biết và là người tiên phong trong ngành UFO học của Liên Xô. Nhiều tác phẩm của ông, cả hư cấu và phi hư cấu, đều đề cập đến các lý thuyết khoa học gây tranh cãi.
Ông đã nghiên cứu sự kiện Tunguska và xuất bản một số sách khoa học viễn tưởng, cũng như các cuốn sách khoa học phổ thông, về chủ đề này. Ông tin rằng tác động Tunguska là do tàu vũ trụ ngoài hành tinh rơi xuống Trái Đất. Ngoài ra, Kazantsev cũng quan tâm đến thuyết kênh đào Sao Hỏa và sử dụng nó trong tiểu thuyết của mình liên quan đến Sao Hỏa.
Kazantsev đã nghiên cứu các sự kiện và truyền thuyết mà ông tin là bằng chứng của nhà du hành vũ trụ cổ với người ngoài hành tinh. Cuốn tiểu thuyết Phaetae của ông dựa trên hành tinh giả định Phaeton mà một số người tin rằng đã tồn tại trên quỹ đạo của vành đai tiểu hành tinh hiện nay. Theo cuốn tiểu thuyết, Phaeton là nơi sinh sống của một nền văn minh phát triển của chủng tộc phaetae, người sống sót sau sự hủy diệt của hành tinh của họ và mang một số văn hóa của mình đến với người dân thời tiền sử trên Trái Đất.
Ông cũng là một nhà soạn cờ nghiên cứu tàn cuộc cờ vua. Năm 1975, ông được Ủy ban Thường trực của FIDE về Tác phẩm Cờ vua (PCCC) trao tặng danh hiệu Kiện tướng Tác phẩm Quốc tế.

## Tác phẩm
Lưu ý: trong danh sách này, chỉ có The Destruction of Faena (Faety), A Visitor From Outer Space và The Martian mới được dịch sang tiếng Anh.
- Burning Island (Пылающий остров) (1939–1940)
- The Destruction of Faena (Фаэты ru)(1974)
- Stronger than Time (Сильнее времени)
- The Sunbell (Колокол солнца)
- The Dotted Line of Memories (Пунктир воспоминаний)
- The Dome of Hope (Купол надежды)
- A Visitor From Outer Space (Гость из космоса) (1946)
- The Martian (Марсианин) (1946)
- Northern Bridge (Северный мост):

1. Polar Dream (Полярная мечта)
2. Glaciers Return (Льды возвращаются)
3. Bridge of Friendship (Мост дружбы)

### Kịch bản phim
- Planet of Storms (Планета бурь)

### Phim tham gia
- Target...Earth? (1980, U.S.)